# Association internationale des bibliothèques, archives et centres de documentation musicaux
L’Association internationale des bibliothèques, archives et centres de documentation musicaux ou Association internationale des bibliothèques musicales (AIBM) (en anglais International association of music libraries, archives and documentation centres ou IAML) est une organisation ayant pour mission d’étendre l’accès aux ressources musicales .

## Historique
L’AIBM a été fondé le 23 juillet 1951 à la maison de l’UNESCO. Les bibliothèques ayant grandement été affectées par la Deuxième Guerre mondiale, l’AIBM vise à rallier les bibliothécaires musicales et à encourager la coopération internationale. Lors de sa création, l’AIBM comptait des membres de 23 pays.
Deux congrès préalables, l’un à Florence en 1949 et l’autre à Lüneburg en 1950, ont permis de concrétiser la création de l’association ainsi que d’établir les objectifs qu’elle allait poursuivre. Parmi ceux-ci, on compte le catalogage des sources musicales, l’établissement de centres nationaux pour conserver des copies photographiques de ces sources et la révision de l’ouvrage bibliographique Biographisch-bibliographisches Quellenlexikon der Musiker und Musikgelehrten aller Zeiten der christlichen Zeitrechnung bis zur Mitte des neunzehnten Jahrhunderts écrit par Robert Eitner.
L’AIBM entreprend de nombreux projets à portée internationale au cours de son histoire Ces projets impliquent des spécialistes de différents domaines, tels que ceux des sciences de l’information et de la musicologie. Le premier projet, le Répertoire internationale des sources musicales, a servi de modèle pour trois autres projets d’envergure, le Répertoire international de littérature musicale, le Répertoire international de l’iconographie musicale et le Répertoire international de la presse musicale. L’AIBM amorce également des projets qui se sont transformés par la suite en associations autonomes, dont l’Association internationale des archives sonores et audiovisuelles et l’International Association of Music Information Centres.
L’association opte pour une structure fédéralisante souple dans laquelle les branches nationales conservent une autonomie. Les membres se réunissent lors d’une conférence annuelle.
De nos jours, l’AIBM compte des membres dans plus de 40 pays. Des branches nationales sont présentes en France, en Allemagne, en Grèce, en Hongrie, en Italie, au Japon, aux Pays-Bas, en Nouvelle-Zélande, en Norvège, en Pologne, en Slovaquie, en Corée du Sud, en Espagne, en Suède, en Suisse, en Grande-Bretagne et Ireland, aux États-Unis, en Australie, en Belgique, au Danemark, à Hong Kong, en Lettonie, en Lituanie, au Niger, au Portugal, en Russie et en Slovénie.

## Publications

### Fonte Artis Musicae
Fonte Artis Musicae est une revue savante publiée par l’AIBM qui traite à la fois des activités de l’AIBM ainsi que de sujets touchant aux domaines de la bibliothéconomie et la bibliographie musicale, les matériels visuels et sonores ainsi que la musicologie. Précédé du Bulletin d’information de l’AIBM, Fonte Artis Musicae a été publié pour la première fois en 1954. La revue comporte un nombre de numéros annuels variables : deux de 1954 à 1962, trois de 1964 à 1975 et quatre de 1976 jusqu’à nos jours.

## Projets
L’AIBM et la Société internationale de musicologie ont œuvré conjointement à plusieurs projets bibliographiques, dont le RISM, RILM, RIdIM et RIPM.

### RISM
Fondé en 1952, le RISM ou Répertoire international des sources musicales vise à inventorier les sources musicales comme les manuscrits, les partitions, les libretti et les écrits sur la musique. Le RISM a été conçu pour pallier les manquements des précédents ouvrages bibliographiques de référence en la matière, notamment Bibliographie der Musik-Sammelwerke des XVI. und XVII. Jahrhunderts et Biographisch-bibliographisches Quellen-Lexikon der Musiker und Musikgelehrten der christlichen Zeitrechnung bis zur Mitte des neunzehnten Jahrhunderts, écrit par le musicologue allemand Robert Eitner. Le RISM comporte trois séries : la série A, comportant deux sous-séries, A-I consacrée à la musique imprimée et A-II consacrée à la musique manuscrite, la série B et la série C, qui présente un répertoire des bibliothèques musicales.

### RILM
Le RILM ou Répertoire international de littérature musicale a pour objectif d’indexer les écrits savants portant sur la musique, et ce, dans de nombreux formats incluant les vidéos, les films et les enregistrements ethnographiques . Fondé en 1966, le RILM est constitué de nombreux comités nationaux composés de musicologues et de bibliothécaire.

### RIdIM
Le RIdIM ou Répertoire international de l’iconographie musicale vise d’une part à indexer les sources visuelles sur la musique, la danse, le théâtre et l’opéra et d’autre part à faciliter leur interprétation en établissant des cadres conceptuels. Établi en 1971 , le RIdIM a contribué à définir l’iconographie musicale comme une discipline. Les groupes de travail du RIdIM consacrent leurs efforts à deux projets de recherche : le premier vise à répertorier les œuvres d’art occidental présentant un sujet lié à la musique, le deuxième se penche sur des sujets spécifiques.

### RIPM
Le RIPM ou Répertoire international de la presse musicale a pour mission de donner accès à des périodiques des XVIIIe, XIXe et XXe siècle traitant de la musique. Le RIPM aspire à contrer deux problèmes rencontrés par les chercheurs : le faible nombre de bibliothèques donnant accès aux périodiques et la difficulté de repérer des informations spécifiques dans les sources. Le RIPM a publié une revue, Periodica musica, de 1983 à 2005.

## Présence de l'AIBM
L'AIBM est par ailleurs membre de l'IFLA (International Federation of Library Associations and Institutions), du CIA (Conseil international des archives), de l'IMC (International Music Council), organisation non-gouvernementale dépendant de l'Unesco, et d'EBLIDA (European Bureau of Library Information and Documentation Associations). Elle entretient des relations étroites avec l’International Association of Sound and Audiovisual Archives (en) (IASA) et IAMIC (International Association of Music Information Centres).